# 타라 플랫

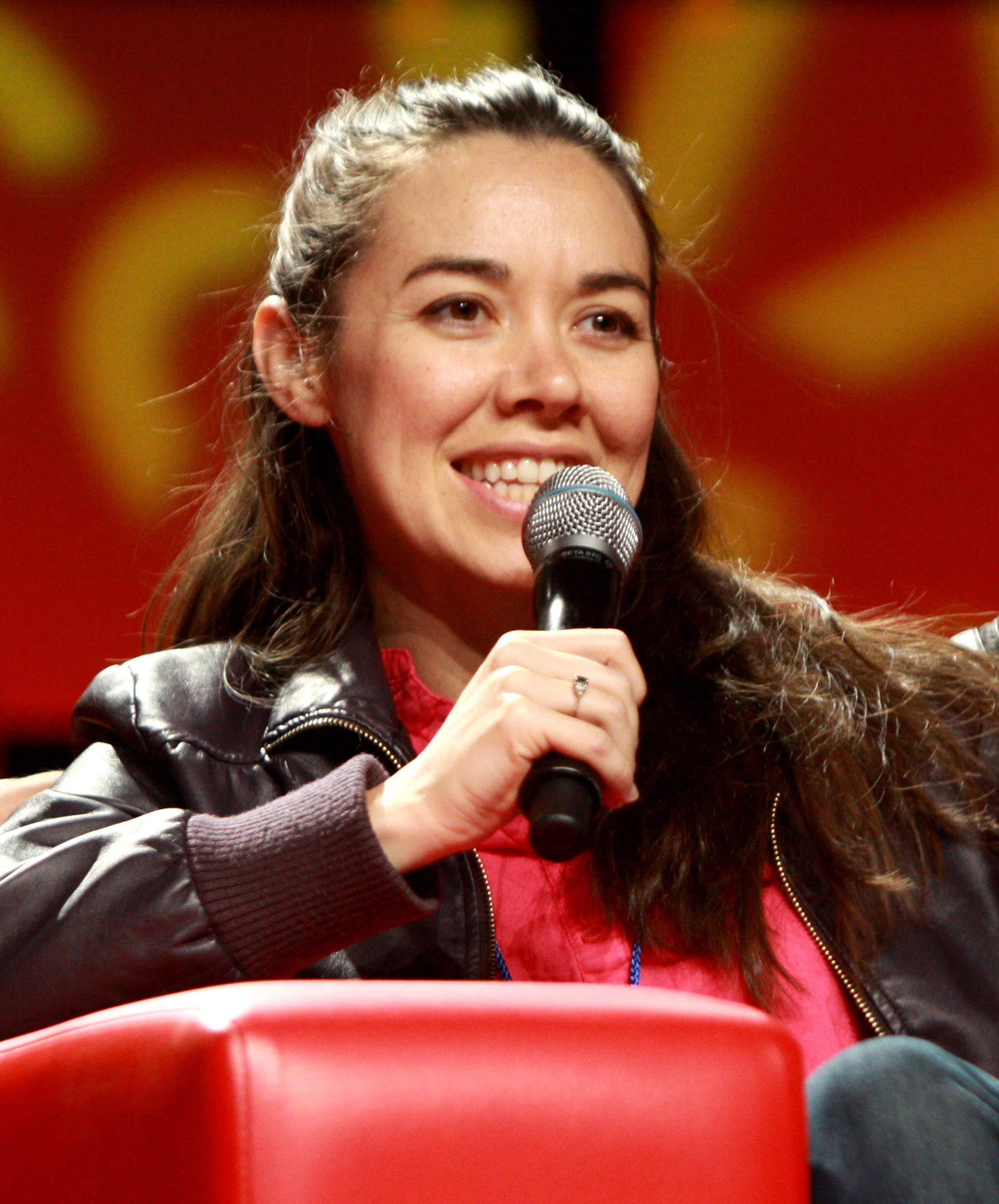

타라 플랫(Tara Platt, 1978년 6월 18일 ~ )은 미국의 배우, 성우, 영화배우이다.
페어팩스에서 태어났다.

## 영화
- 페이퍼 로터스 (2013년)
- 더 콜 (2013년) - 여배우 역
- 디 애커디언 (2010년)
- 신데렐라 3 (2007년)
- 블랙 슬래시 (2005년)
- 코벤트리의 전설 (2005년)
- 카미츄! (2005년)
- 착신아리 2 (2004년) - 쿄코 영어 더빙 목소리 역
- 우리 생애 나날들 (1965년)